# Monestir d'Aniana
El monestir d'Aniana o Abadia d'Aniana fou un monestir benedictí del segle vii, situat a Aniana (Llenguadoc-Rosselló, França), que està catalogat com a monument històric. En l'actualitat no és accessible al públic, ja que és objecte d'estudis arqueològics.

## Història
Fou un establiment monàstic d'Occitània al lloc d'Anhana.
Benet d'Aniana, el seu fundador, era fill del comte got de Magalona que exercia el 752. El seu nom no es coneixia però modernament s'ha convingut que era Aigulf; era un dels principals senyors de Septimània. Benet va néixer el 751 un any abans de la submissió als francs i va rebre el nom de Witiza que després va canviar per Benet.
Jove encara fou enviat a la cort de Pipí el Breu per ser patge de la reina que el va tenir molt ben considerat i el va elevar en l'escala de servidors. Va passar després a l'exèrcit on va servir amb distinció; però estava cridat per la vocació i va decidir retirar-se per fer vida solitària i com a prova va estar tres anys practicant virtuts austeres; després de la prova encara no tenia decidit el gènere de vida que volia i va planejar viatjar com a pelegrí o fer de pagès o pastor però un incident el va fer decidir: estava al setge de Pavia amb l'exèrcit de Carlemany el 774 quan el seu germà, que estava també a la mateixa campanya al voler travessar un riu (possiblement el riu Ticino) va ser arrossegat per l'aigua; Benet sense pensar en el perill es va tirar al riu amb el seu cavall, hi va arribar nadant i el va poder treure. Llavors va fer votar d'abandonar per sempre l'exèrcit i es va retirar i va anar amb el seu pare al que res va revelar. Va consultar a un solitari del veïnat de nom Widmar, que era cec, i junts van preparar els mitjans per executar els seus projectes.
El 780 va sortir de Septimània i es va dirigir a Aix-la-Chapelle, on estava la cort. A Borgonya va parar a al monestir de Saint-Seine, a la diòcesi de Langres, a 20 km de Dijon, on, després de despatxar el seu equipatge i als seus servidors, es va consagrar a Déu i va abraçar la vida monàstica. En aquest monestir va fer una vida de gran austeritat, que quasi semblaria increïble si no hagués estat testimoniada per alguns deixebles. Benet tenia el do de la paraula i la facultat d'interpretar les Escriptures i va utilitzar aquestos dons per atreure gent a la religió. Es va distingir per la seva caritat i per la cura amb què criava els infants que ingressaven al monestir, i per això es va guanyar l'amor i respecte de moltes persones; quan l'abat del monestir va morir els monjos van escollir Benet al seu lloc, però com que no volia aquestes funcions, va abandonar el monestir i es va retirar secretament a Septimània.
Es va establir a 1,5 km del riu Erau en una vall estreta a la diòcesi de Magalona travessada pel rierol Aniana, que era domini de la família, i va construir un monestir considerable, prop d'una església dedicada a Sant Sadurní. Els seus deixebles se li van reunir i especialment el solitari Widmar, que en va portar a d'altres i tots van viure en extrema pobresa i sotmesos a constant mortificació. Els lligams de Benet amb els altres tres solitaris que existien a Septimània el va ajudar a poder portar aquesta dura vida: Attilió (fundador de l'Abadia de Sant Tibèri), Nebridi (fundador de l'abadia de la Grassa) i Anià, tots els quals eren religiosos però no sotmesos a la disciplina regular i dels consells dels quals Benet va gaudir, especialment d'Attilió al que consultava sovint.
La reputació de santedat de Benet es va estendre i això li va portar més deixebles però la majoria, davant l'austeritat de la seva vida, van renunciar, encara que altres van adoptar aquest dur estil i amb ells Benet va poder desenvolupar una de les principals abadies de França que va fer construir a poca distància del primer monestir en un lloc amb més espai i còmode a la riba del rierol d'Aniana del qual l'abadia va agafar el nom.
Aquest segon monestir fou fundat el 782 al 14è any del regnat de Carlemany (que va confirmar la fundació en un diploma). Després es va construir una gran església dedicada a Nostra Senyora i que més tard va agafar el nom del Salvador. En aquest monestir hi havia 300 monjos en temps de sant Benet, que el van enriquir, ja que donaven la major part dels seus béns quan es consagraven al Senyor. L'autor de la seva vida assenyala que mai va acceptar esclaus o serfs donats a l'abadia (que en aquell temps eren considerats un bé important) i exigia que se'ls donés la llibertat. Lluís el Pietós només pujar al tron el 814 va cridar Benet d'Aniana a la cort, i va confirmar els privilegis concedits anteriorment a l'abadia en diploma del 24 d'abril del 814 i pocs dies després en va emetre una altra que eximia de tot dret de duana, de pas, de peatge, a les persones i els béns del monestir a tota la Septimània, Provença, Borgonya i la resta del reialme.
L'abadia va existir fins al segle xvi quan fou destruïda pels calvinistes i fou reconstruïda més tard en unes terres a uns 2 km de Gignac i del riu Erau i a 20 km de Montpeller.